# Académie bengalaise

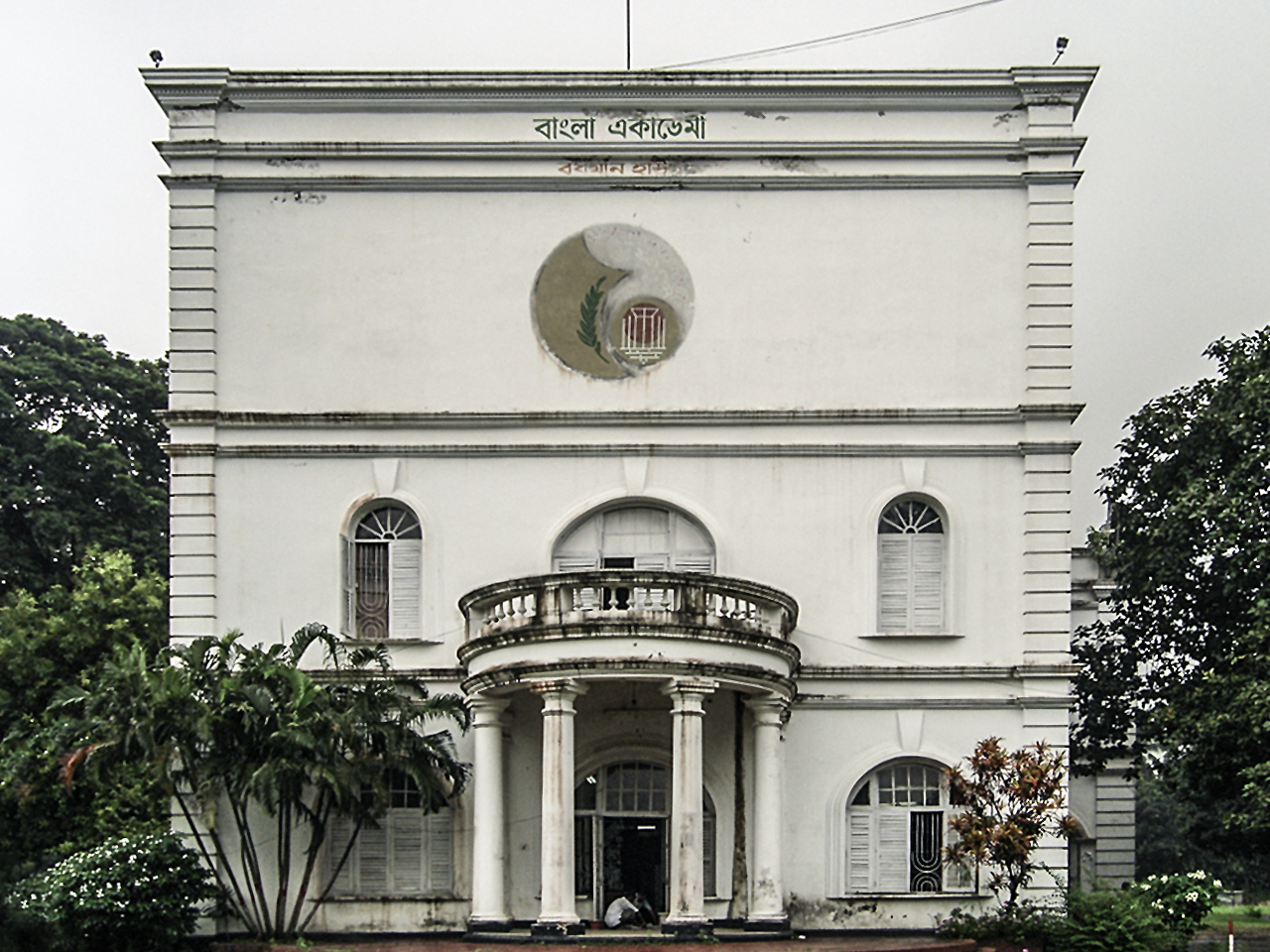
Académie bengalaise à Burdwan House.

L'Académie bengalaise (bengali : বাংলা একাডেমি) est une institution autonome financée par le gouvernement du Bangladesh pour promouvoir et encourager la langue, la littérature et la culture bengali, élaborer et mettre en œuvre une politique linguistique nationale et mener des recherches originales en langue bengali. Fondée en 1955, elle est située à Burdwan House à Ramna, Dhaka, dans les locaux de l'Université de Dhaka et de Suhrawardy Udyan (en). L'Académie bengalaise accueille la Foire annuelle du livre Ekushey. 

## Présidents
- Nilima Ibrahim